# Tiranas börs
Tiranas börs (på albanska Bursa e Tiranës) invigdes i mitten av 90-talet men har haft svårigheter med att locka till sig investeringar efter pyramidspelets kollaps i Albanien 1997.
Dess förkortning är TSE (av engelskan Tirana Stock Exchange). Administrativ chef är för närvarande Anila Fureraj.